# Nicerat (escriptor)
Nicerat, en llatí Niceratus, en grec antic Νικήρατος, fou un escriptor grec que va escriure sobre plantes. Va viure probablement a la segona meitat del segle i aC.
Era un dels seguidors d'Asclepíades de Bitínia, segons diuen Dioscòrides Pedaci (De Materia Medica I. praef. vol. I. p. 2) Epifani I de Constància, (Panarium 1.1. 3, p. 3, ed. Colon. 1682). És citat també per Asclepíades Farmació segons diu Galè (De Compositione Medicamentorum secundum Locos 3.1, vol. 12. p. 634), que també el cita diverses vegades (De Compositione Medicamentorum secundum Locos vol. XIII. pp. 87, 96, 98, 110; De Antidotus 2.15, vol. XIV. p. 197), i per Plini el Vell (Naturalis Historia XXXII,31). Celi Aurelià diu que va escriure una obra sobre la catalèpsia (De Morbis Acutis II,5, p. 376).